# Rodrigo Orgóñez
Rodrigo Orgóñez (* 1490 in Oropesa; † 26. April 1538 nahe Cusco, Peru) war ein spanischer Soldat, der als Conquistador an der Eroberung Perus und der ersten spanischen Expedition nach Chile beteiligt war.

## Leben
Orgóñez diente in den Heeren Kaiser Karls V. und nahm 1527 als Fahnenträger am Sacco di Roma teil. Danach reiste er nach Amerika.
Er gehörte zu den Soldaten, die Diego de Almagro im Jahr 1533 zur Verstärkung nach Cajamarca brachte, wo Francisco Pizarro kurz zuvor den Inkaherrscher Atahualpa in seine Gewalt gebracht hatte. Er nahm an der Eroberung  von Cusco teil, als Francisco Pizarro die Inkametropole mit dem gesamten Tross der Conquistadores förmlich in Besitz nahm und 86 Spanier, unter ihnen Orgóñez, feierlich zu Bürgern der spanischen Stadt Cusco erklärte. Orgóñez gehörte zu den ersten von Pizarro eingesetzten Regidores (Stadträten) Cuscos.
Er war der fähigste Hauptmann unter Diego de Almagro. Für seine Teilnahme am Feldzug Almagros nach Chile war er zum Marschall von Neutoledo ernannt worden, der damaligen Bezeichnung für die Provinz Chile. Bei der Wiedereinnahme Cuscos im April 1537 unterstützte er Almagro gegen die Pizarro-Brüder. Die zur Unterstützung Hernando Pizarros in Cusco entsandte 500 Mann starke Truppe Alonso de Alvarados besiegte Orgóñez bei einem nächtlichen Überraschungsangriff in der Schlacht von Abancay dank des Verrats von Alvarados Hauptmann Pedro de Lerma. Als Hernando und Gonzalo Pizarro sowie Alonso de Alvarado sich in seiner Gefangenschaft befanden, drängte Orgóñez bei Almagro mehrfach erfolglos auf die Enthauptung der drei, da „ein toter Hund weder beißt noch bellt“.
Im Juli 1537 führte er einen Angriff auf Vitcos an, den Zufluchtsort des Inkaherrschers Manco im Tal von Vilcabamba, der eine Rebellion gegen die Spanier anführte. Er nahm die Stadt ein, befreite gefangene Spanier und nahm Mancos kleinen Sohn Titu Cusi mit sich. Manco selbst konnte aber knapp entkommen.
Bei Almagros letzter Schlacht, der Schlacht von Las Salinas gegen die Pizarro-Brüder, wurde er von Almagro mit der militärischen Leitung der Schlacht beauftragt. Er selbst führte Almagros Kavallerie an. Orgóñez wurde während seines verzweifelten Kampfes durch einen Musketenschuss verwundet und vom Pferd gerissen. Umringt von sechs feindlichen Kämpfern fragte er nach einem Offizier, dem er sich ergeben könne. Hernando Pizarros Diener Fuentes nahm ihn daraufhin gefangen und schlug ihm mit großer Grausamkeit den Kopf ab.